# Макграт, Джеймс Алоисиус
Джеймс Алоисиус Макграт (англ. James Aloysius McGrath; 11 января 1932, Баканс, Ньюфаундленд — 28 февраля 2017, Сент-Джонс, Ньюфаундленд и Лабрадор) — канадский государственный деятель. Член Палаты общин Канады (1957—1963 и 1968—1986) от Прогрессивно-консервативной партии, министр рыболовства и океанов (1979—1980), председатель комиссии по реформе Палаты общин (1984—1986), лейтенант-губернатор Ньюфаундленда и Лабрадора (1986—1991). Член Тайного совета Королевы для Канады, рыцарь ордена Святого Иоанна Иерусалимского.

## Биография
Родился в Бакансе (доминион Ньюфаундленд) и получил среднее образование в Сент-Джонсе. В преддверии референдума 1948 года о присоединении Ньюфаундленда к Канаде Макграт был активистом Лиги ответственного правительства, выступавшей против этого шага, однако уже в 1949 году поступил на службу в канадские ВВС, где провёл четыре года.
По возвращении со службы Макграт поступил на работу на ньюфаундлендский телевизионный канал CJON в качестве менеджера по рекламе. Вскоре после этого он возобновил участие в политической жизни. В 1955 году он был избран секретарём провинциального отделения Прогрессивно-консервативной партии Канады и в следующем году уже участвовал на её платформе в выборах в Генеральную ассамблею Ньюфаундленда. Потерпев поражение на этих выборах, в 1957 году Макграт баллотировался от округа Сент-Джонс — Восточный уже в федеральную Палату общин и одержал победу. Он ещё дважды успешно переизбирался в Палату общин — в 1958 и 1962 году — прежде, чем потерпеть поражение на выборах 1963 года, и с августа 1962 года занимал пост парламентского секретаря министра горнодобывающей промышленности и технической георазведки.
Макграт был снова избран в федеральный парламент в 1968 году и оставался депутатом от Прогрессивно-консервативной партии непрерывно до 1986 года, выиграв за это время пять перевыборов. В 1979 году он был назначен на пост министра рыболовства и океанов в правительстве Джо Кларка, однако этот кабинет оказался недолговечным, и уже в 1980 году Макграт вернулся в оппозицию. В оппозиции он отметился активным продвижением законодательных реформ в области рекламы для детей, в 1982—1983 годах был вице-председателем специального комитета по парламентской процедуре, а затем возглавлял специальную комиссию по реформе Палаты общин (1984—1986) и постоянную парламентскую комиссию по правам человека (март—август 1986). Подготовленный возглавляемой им комиссией по реформе Палаты общин доклад повлёк за собой ряд процедурных преобразований, включая введение тайного голосования при выборах спикера палаты.
В сентябре 1986 года Макграт был назначен Лейтенант-губернатором Ньюфаундленда и Лабрадора и оставался на этом посту в течение пяти лет. В 1987 году он стал одним из всего лишь шести канадцев, удостоенных пожизненного членства в Парламентской ассоциации Содружества.
Скончался в Сент-Джонсе в начале 2017 года, оставив после себя вдову и пятерых детей, похоронен в католической базилике Св. Иоанна Крестителя..

## Награды и звания
На протяжении своей парламентской карьеры Джеймс Макграт был отмечен несколькими наградами, включая Черчиллевскую премию за продвижение демократии. В 1979 году он получил почётную докторскую степень от университета Св. Франциска-Ксавьера в Новой Шотландии. Макграт был членом Тайного совета Королевы для Канады и рыцарем британского ордена Святого Иоанна Иерусалимского.